# Shinkansen série 100
Les Shinkansen série 100 (新幹線100系電車, Shinkansen 100-kei densha) étaient des rames automotrices électriques à grande vitesse ayant appartenu à la Japanese National Railways puis à la JR Central et la JR West. Elles ont circulé à partir de 1985 sur les lignes Shinkansen Tōkaidō et Sanyō au Japon. Les dernières rames ont été retirées du service en 2012.

## Caractéristiques générales
Le Shinkansen série 100 est le troisième modèle de Shinkansen construit après le Shinkansen série 0 et le Shinkansen série 200. 66 rames ont été construites de 1984 à 1991.
Extérieurement,  le Shinkansen 100 se différenciait des modèles précédents par un nez plus pointu.

## Services et différentes versions

### Version X
Ce sont les 7 premières rames construites. Elles étaient composées de 16 voitures, dont deux à 2 niveaux : une pour la restauration et l'autre pour des salons de première classe (Green car). Elles effectuaient des services Hikari sur les lignes Tōkaidō et Sanyō avant d'être redéployées sur les services Kodama de 1998 jusqu'à leur retrait, en 2000. Elles arboraient une livrée blanche à bande bleue.

### Version G
Ces rames étaient directement dérivées de la version X, la différence notable étant la disparition du restaurant. 50 rames furent construites. Elles étaient exploitées sur les services Hikari, puis Kodama. Elles furent définitivement réformées ou transformées en 2003.

### Version V
Ce sont les dernières rames construites. Au nombre de 9, elles comportaient 16 voitures dont quatre à 2 niveaux. Elles effectuèrent des services Grand Hikari de 1989 à 2002 avant d'être réformées ou transformées en version P ou K. Leur vitesse maximale était portée de 220 à 230 km/h.

### Version P
Ce sont des rames raccourcies à 4 voitures effectuant depuis 2000 des services Kodama sur la ligne Shinakansen Sanyō. Douze rames furent formées à partir de voitures des versions G et V, avec l'application d'une nouvelle livrée grise et verte. Elles ont circulé jusqu'en 2011.

### Version K
Ce sont des rames raccourcies à 6 voitures effectuant depuis 2002 des services Kodama sur la ligne Shinakansen Sanyō. Dix rames furent formées à partir de voitures des versions G et V, avec l'application d'une nouvelle livrée grise et verte. Trois d'entre elles ont retrouvé leur livrée originelle en 2010. Ce furent les dernières rames de la série à rouler.

## Photos

Shinkansen 100 version X à 16 voitures
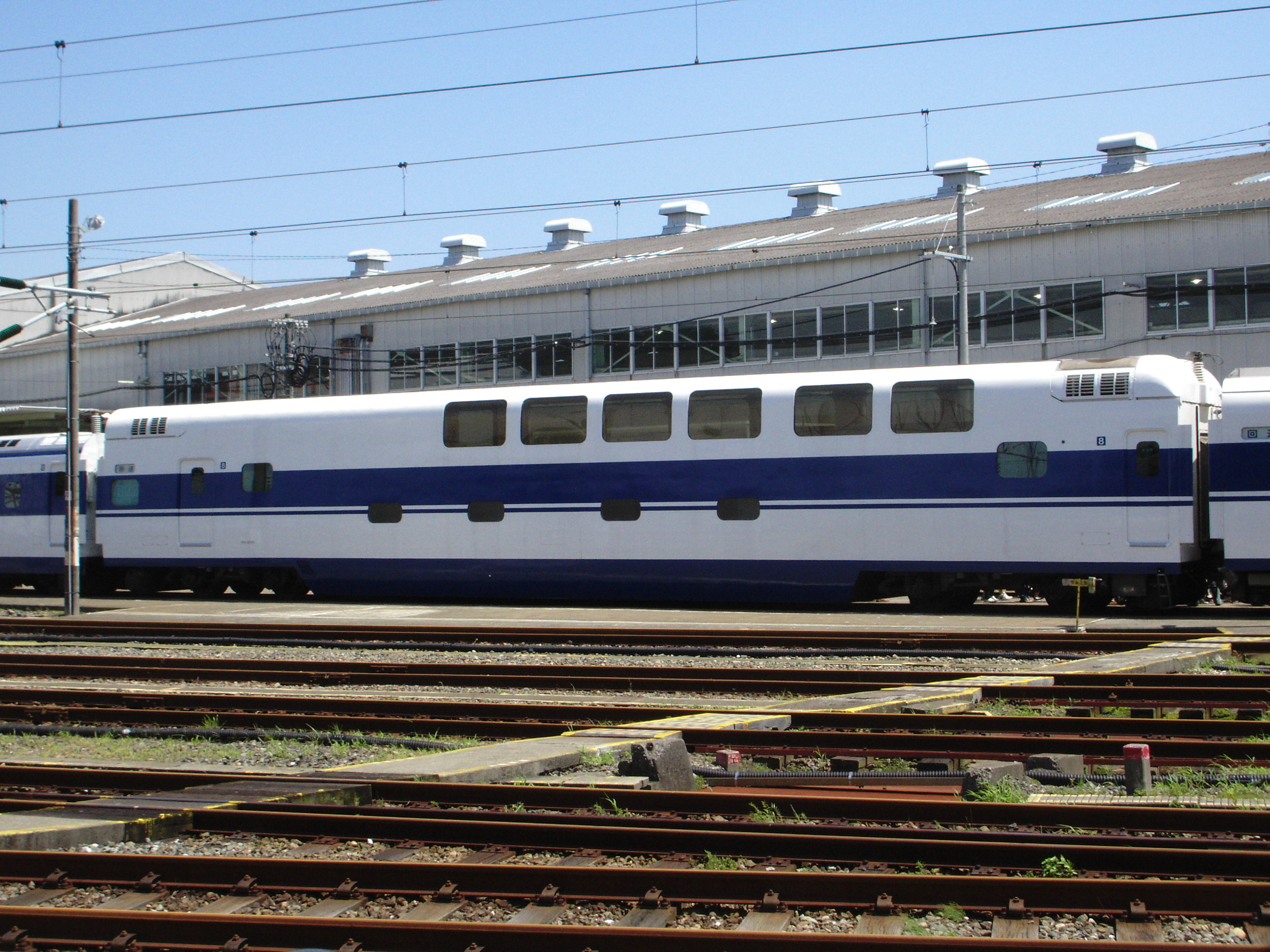
Voiture à 2 niveaux du Shinkansen 100
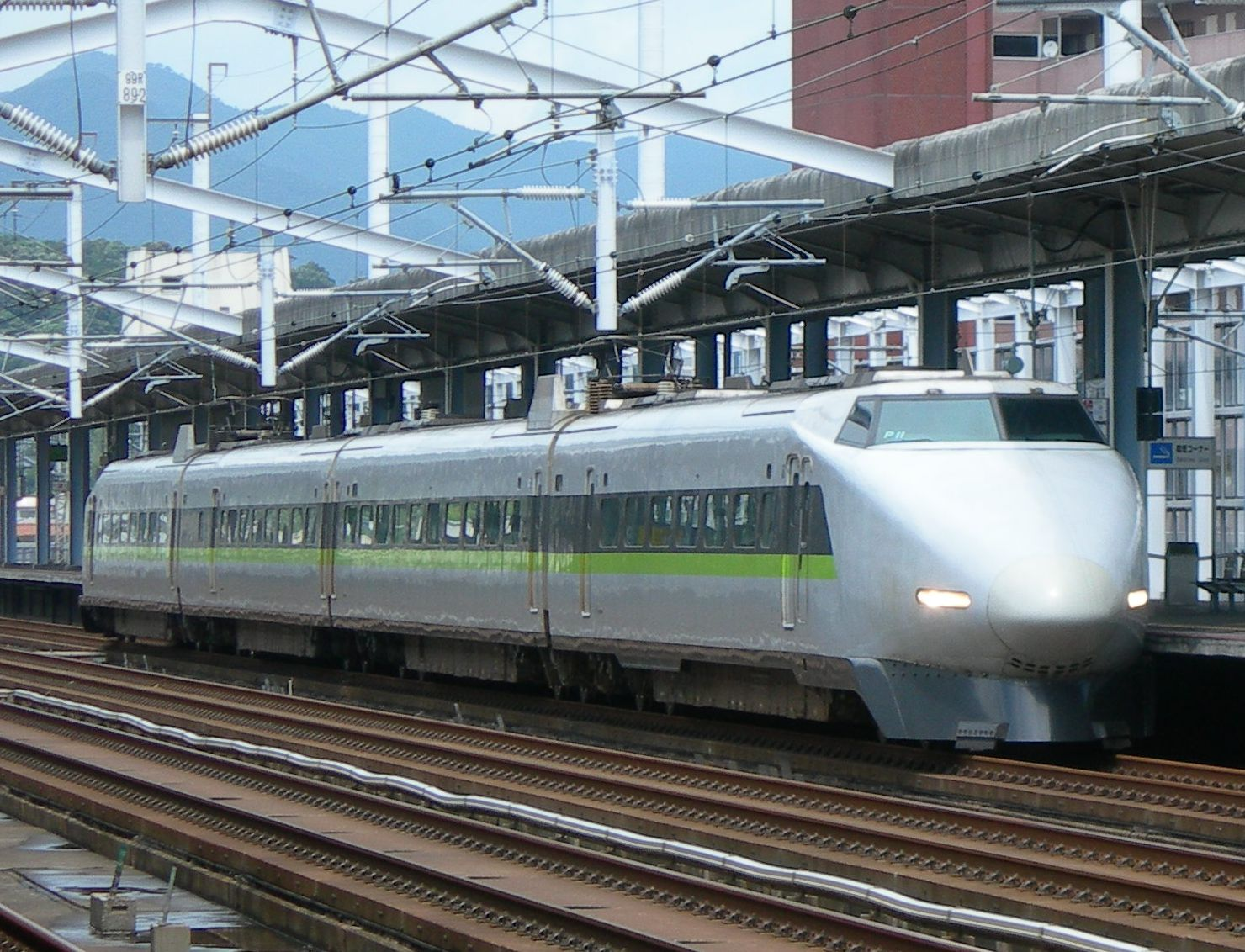
Shinkansen 100 version P à 4 voitures
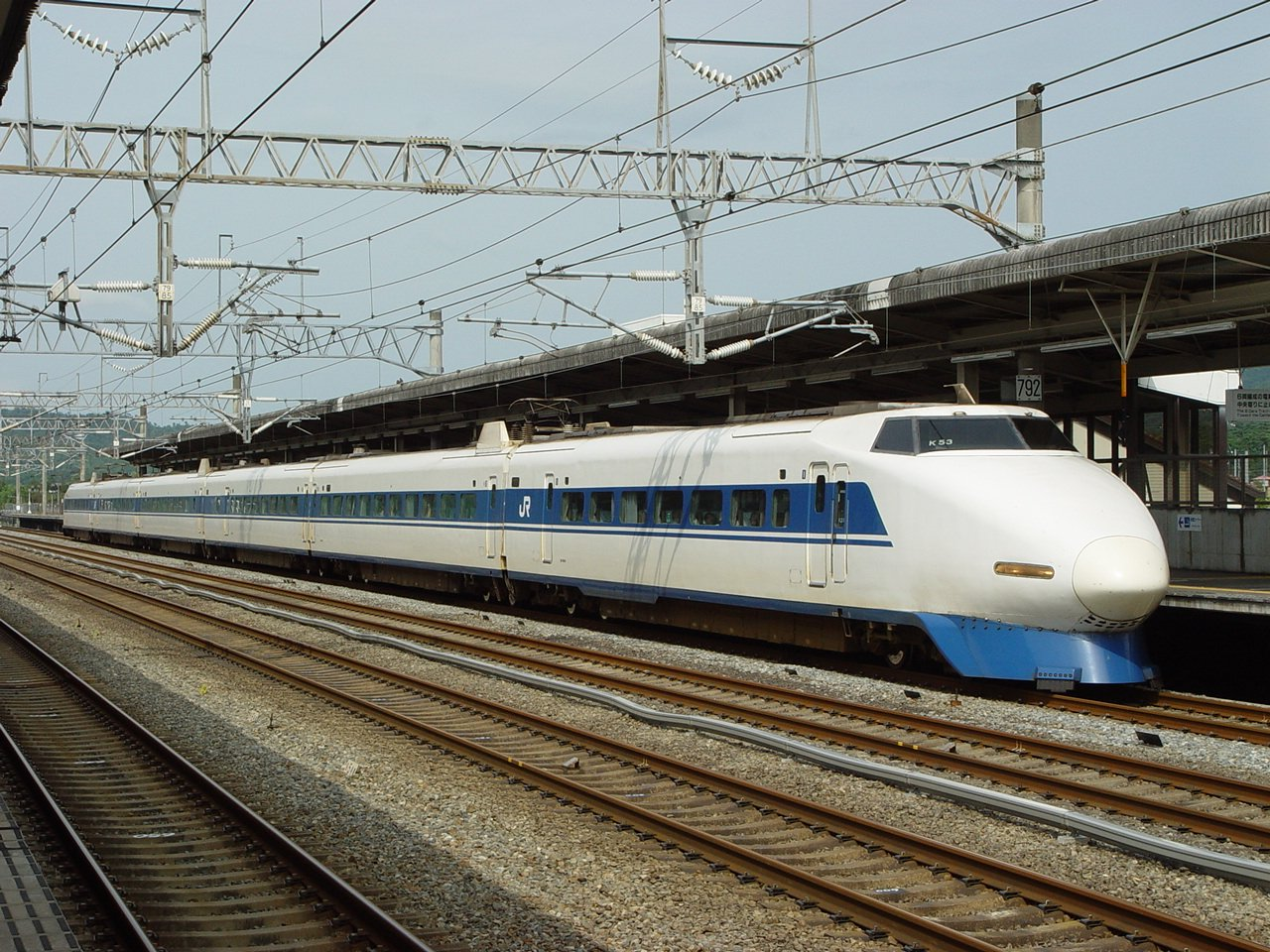
Shinkansen 100 version K à 6 voitures, remis en livrée originelle
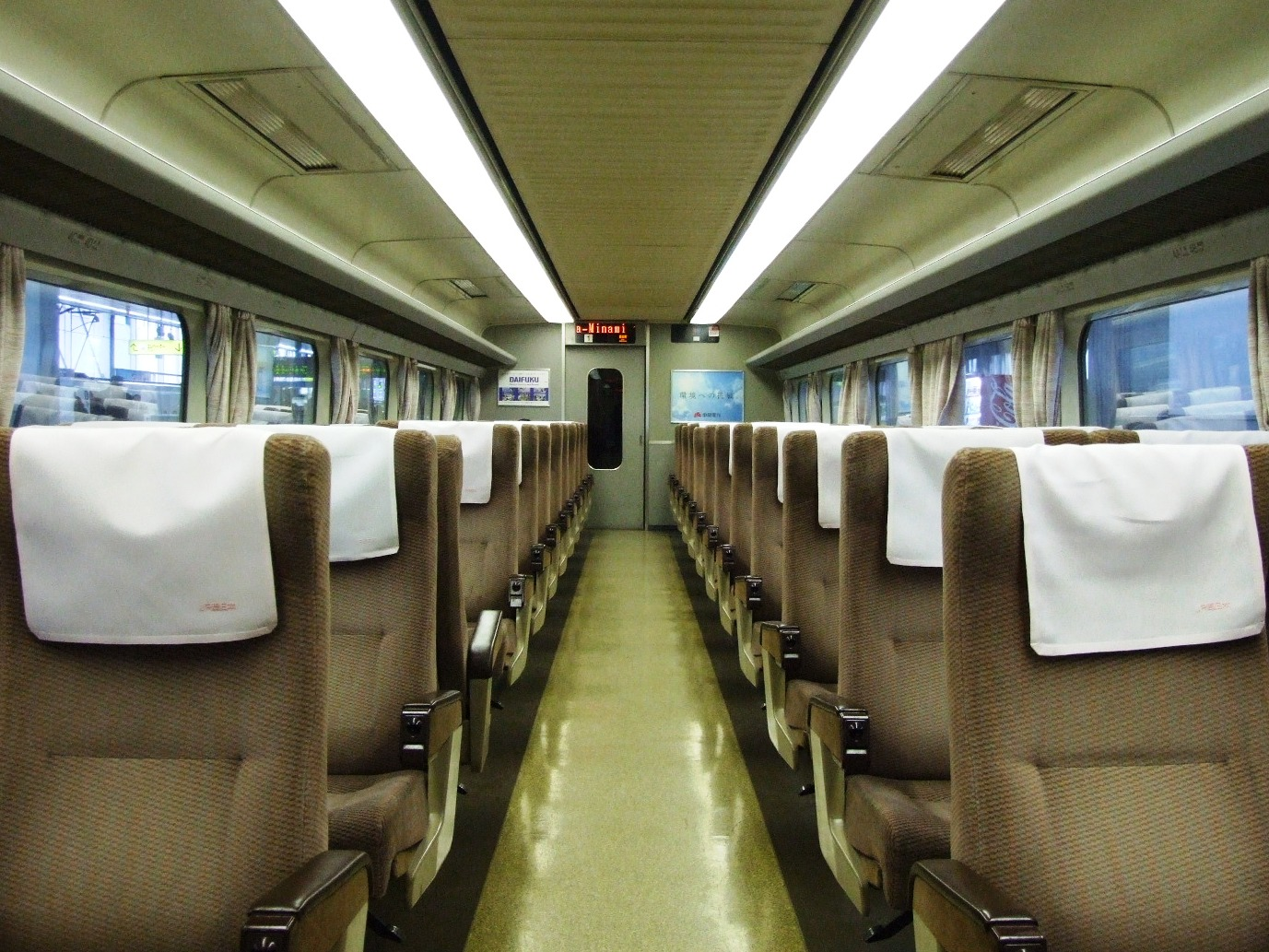
Intérieur de la classe standard

## Préservation
Deux voitures sont exposées au SCMaglev and Railway Park et une au Kyoto Railway Museum.